# Soyuz 26
Soyuz 26 foi uma missão tripulada soviética, lançada em 10 de dezembro de 1977, a primeira missão a acoplar com sucesso na estação Salyut 6 e o começo do que seria uma ocupação semi-permanente do espaço pelos russos.

## Tripulação
Lançados
| Posição           | Cosmonauta     | Duração         | Pousou na |
| ----------------- | -------------- | --------------- | --------- |
| Comandante        | Yuri Romanenko | 96d 10h 00m 08s | Soyuz 27  |
| Engenheiro de voo | Georgi Grechko | 96d 10h 00m 08s | Soyuz 27  |

Retornados
| Posição           | Cosmonauta           | Duração        | Lançou na |
| ----------------- | -------------------- | -------------- | --------- |
| Comandante        | Vladimir Dzhanibekov | 5d 22h 58m 58s | Soyuz 27  |
| Engenheiro de voo | Oleg Makarov         | 5d 22h 58m 58s | Soyuz 27  |

## Parâmetros da Missão
- Massa: 6 800 kg
- Perigeu: 193 km
- Apogeu: 246 km
- Inclinação: 51.65°
- Período: 88.67 minutos

## A missão
Durante o voo os soviéticos iriam estabelecer uma série de novos recordes como por exemplo a primeira vez em que três naves espaciais se juntaram no espaço. E pela primeira vez os soviéticos anunciaram que a Salyut 6 possuía dois portos de atracagem.
A bordo estavam Georgi Grechko e Yuri Romanenko. O sinal de chamada para a missão era Taimyr (Taimyr- península russa).
O cronograma do voo era arriscado. Era a primeira oportunidade após a falha da Soyuz 25. A equipe também teria que ficar no espaço durante o inverno, quando havia o pior clima no local de lançamento e aterrissagem. O primeiro voo à Salyut 6 não pode atracar, então um dos primeiro trabalhos do grupo da Soyuz 26 era realizar uma EVA para inspecionar o aparato de acoplagem da estação e garantir que ele não estava quebrado ou danificado. A EVA foi feito no nono dia da equipa em órbita. Esta foi a primeira EVA feita pelos russos desde 1969 e seria o primeiro uso dos trajes espaciais Orlan os quais ainda são usados atualmente na Estação Espacial Internacional. O outro objetivo da EVA era testar os novos trajes.
Primeiro a equipa entrou na câmara de ar e colocou os trajes. Então eles despressurizaram a câmara e Greckho empurrou-se para fora da câmara de modo que ele pudesse manejar o mecanismo de acoplagem com ferramentas especialmente desenvolvidas. Ele carregava uma câmera de televisão colorida que enviava de volta para a Terra imagens do seu trabalho. Ele concluiu que o porto de acoplagem estava em condições de funcionamento, o que significava que a falha estava no mecanismo de acoplagem da Soyuz 25. No total a EVA durou 1 hora e 28 minutos.
O que não foi anunciado pelos soviéticos no momento foi que esta EVA quase resultou na primeira morte em órbita. Enquanto estava na câmara de descompressão, Romanenko não prendeu seu cinto de segurança e começou a flutuar para fora da estação. Greckho o agarrou pelo cinto quando viu que ele não estava preso à estação. Em uma entrevista ele disse que ele havia perguntado "Yuri, aonde você está indo?". Greckho acha que o incidente foi sensacionalizado por James Oberg no seu livro para parecer mais perigoso do que realmente havia sido pois apesar do cinto de segurança não estar colocado, ainda havia as conexões umbilicais elétricas e de comunicações que o impediriam de flutuar muito longe.
Esta missão abriu caminho para o lançamento no ano novo da Soyuz 27 transportando Vladimir Dzhanibekov e Oleg Makarov. Quando eles atracaram em 11 de janeiro de 1978, foi a primeira vez em que três naves espaciais estiveram acopladas juntas. Foi também a primeira vez em que se admitiu que a Salyut 6 possuía dois portos de atracagem. O grupo passou cinco dias na estação. Eles desatracaram da estação na Soyuz 26 e aterrissaram sem nenhum incidente.